# 2001 في بلجيكا
فيما يلي قوائم الأحداث التي وقعت خلال عام 2001 في بلجيكا.

## سياسة

### تعيين في المنصب
- 1 يناير – كاترين ديبول .

## رياضة
- 1 يناير – بطولة العالم للعدو الريفي 2001
- 1 يناير – طواف فلاندرز 2001
- 2 سبتمبر – جائزة بلجيكا الكبرى 2001 الفائز مايكل شوماخر.

## أفلام
من الأفلام التي صدرت هذه السنة في بلجيكا:
- 12 مايو – الأرض المحايدة من إخراج دانيس تانوفيتش.

## مواليد

### أكتوبر
- 25 أكتوبر – الأميرة إليزابيث، دوقة برابانت

## وفيات

### يناير
- 27 يناير – ماري خوسيه (مواليد 1906)

### مارس
- 5 مارس – فرانس دي مولدر (مواليد 1937) درّاج طريق بلجيكي.